# Aminoacid proteinogen
Aminoacizii proteinogeni sunt acei aminoacizi care intră în componența peptidelor și proteinelor ca urmare a proceselor de translație (termenul proteinogen face referire la biosinteza proteinelor). În lumea vie se cunosc 22 de aminoacizi proteinogeni, codificați genetic, 20 fiind standard pentru codul genetic și 2 fiind incorporați în urma unor mecanisme speciale de translație.

## Structură
Mai jos se află structurile și abrevierile pentru cei 21 de aminoacizi care sunt codificați genetic direct pentru sinteza proteică, în cazul eucariotelor. Structurile date sunt structurile chimice standard, și nu sunt formele zwitterionice pe care aminoacizii le prezintă în soluție apoasă.

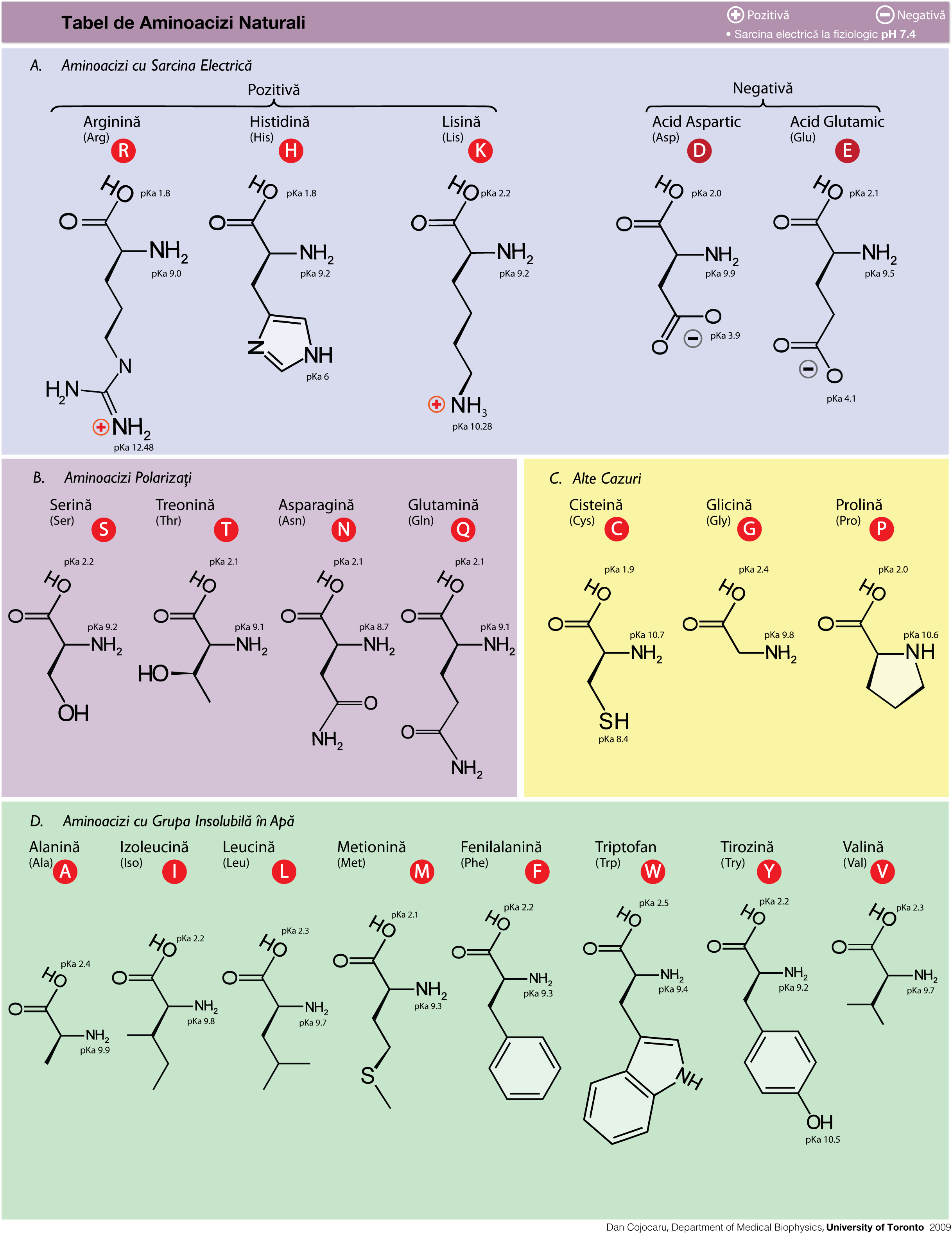
Tabel ce conține cei 21 de aminoacizi, cu structurile, nomenclatura, catenele laterale și valorile pKa aferente

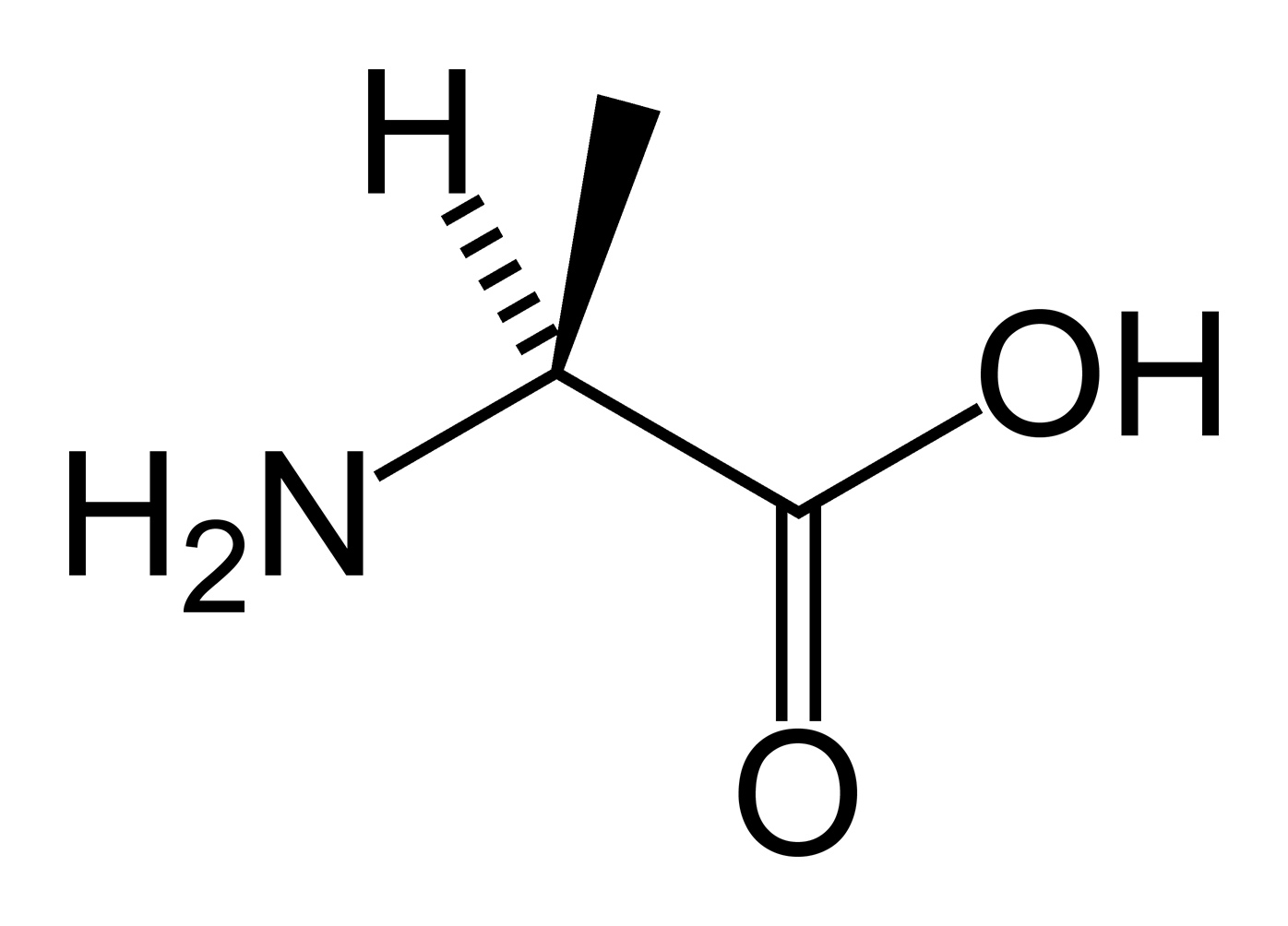
L-alanină (Ala / A)
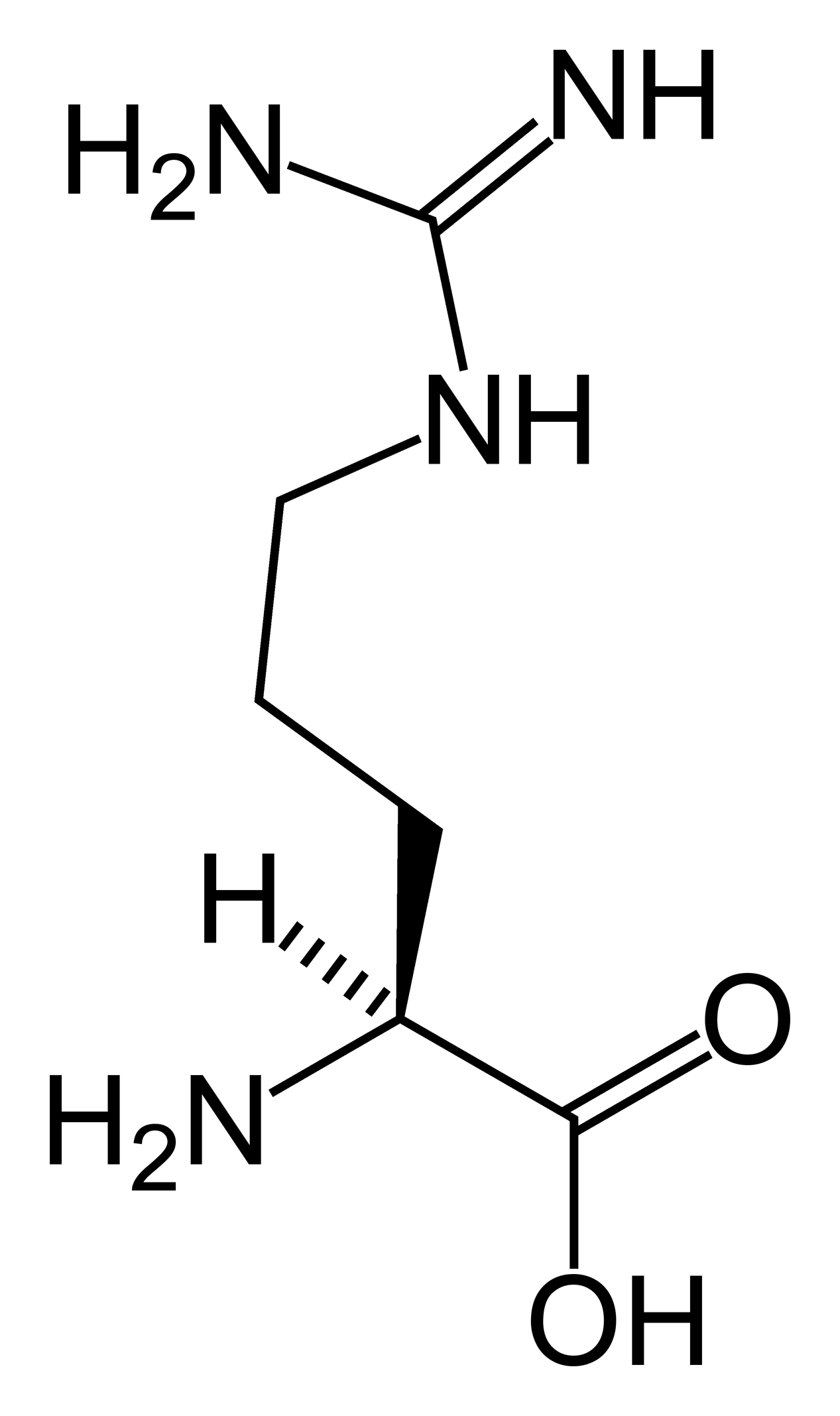
L-arginină (Arg / R)
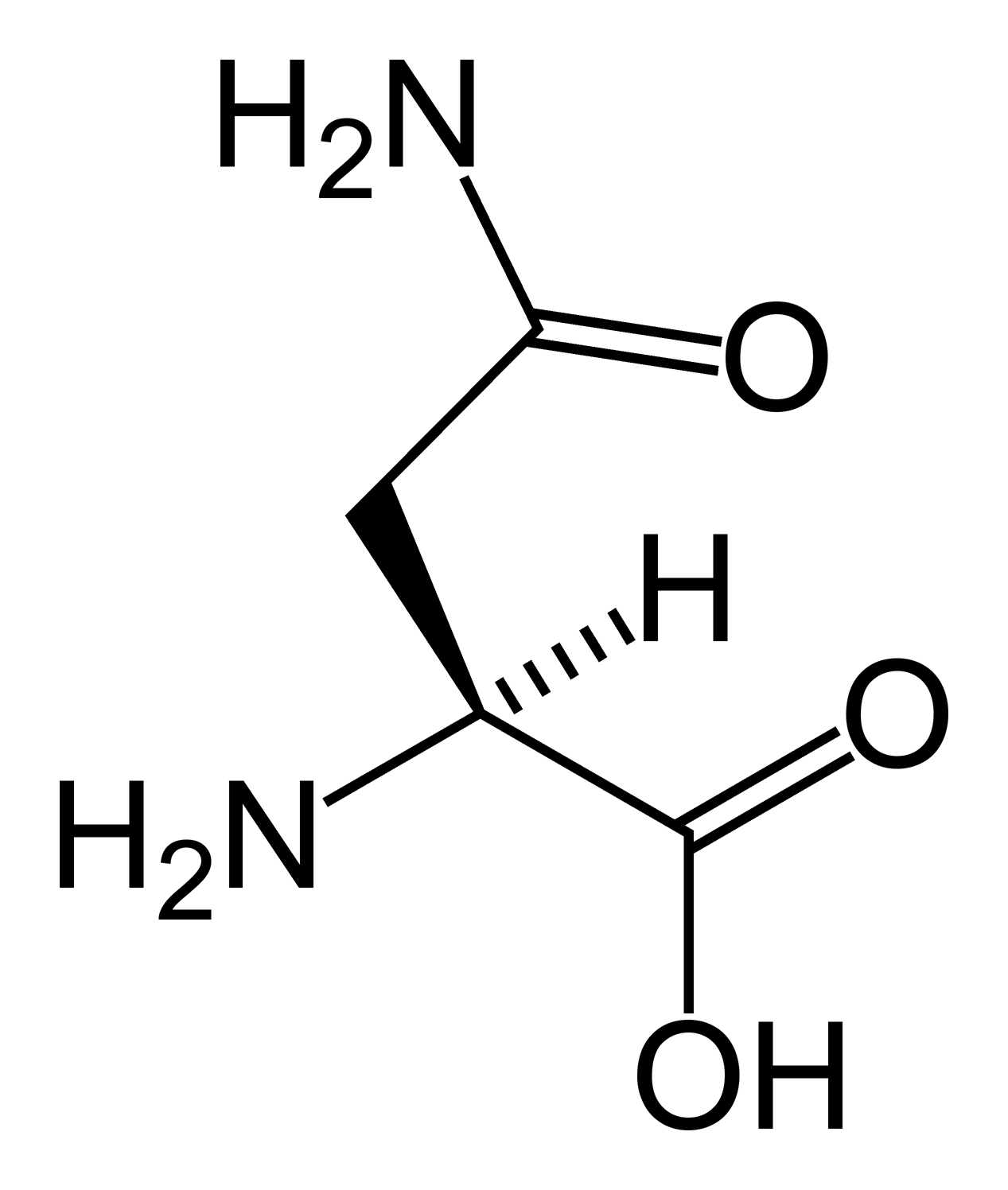
L-asparagină (Asn / N)
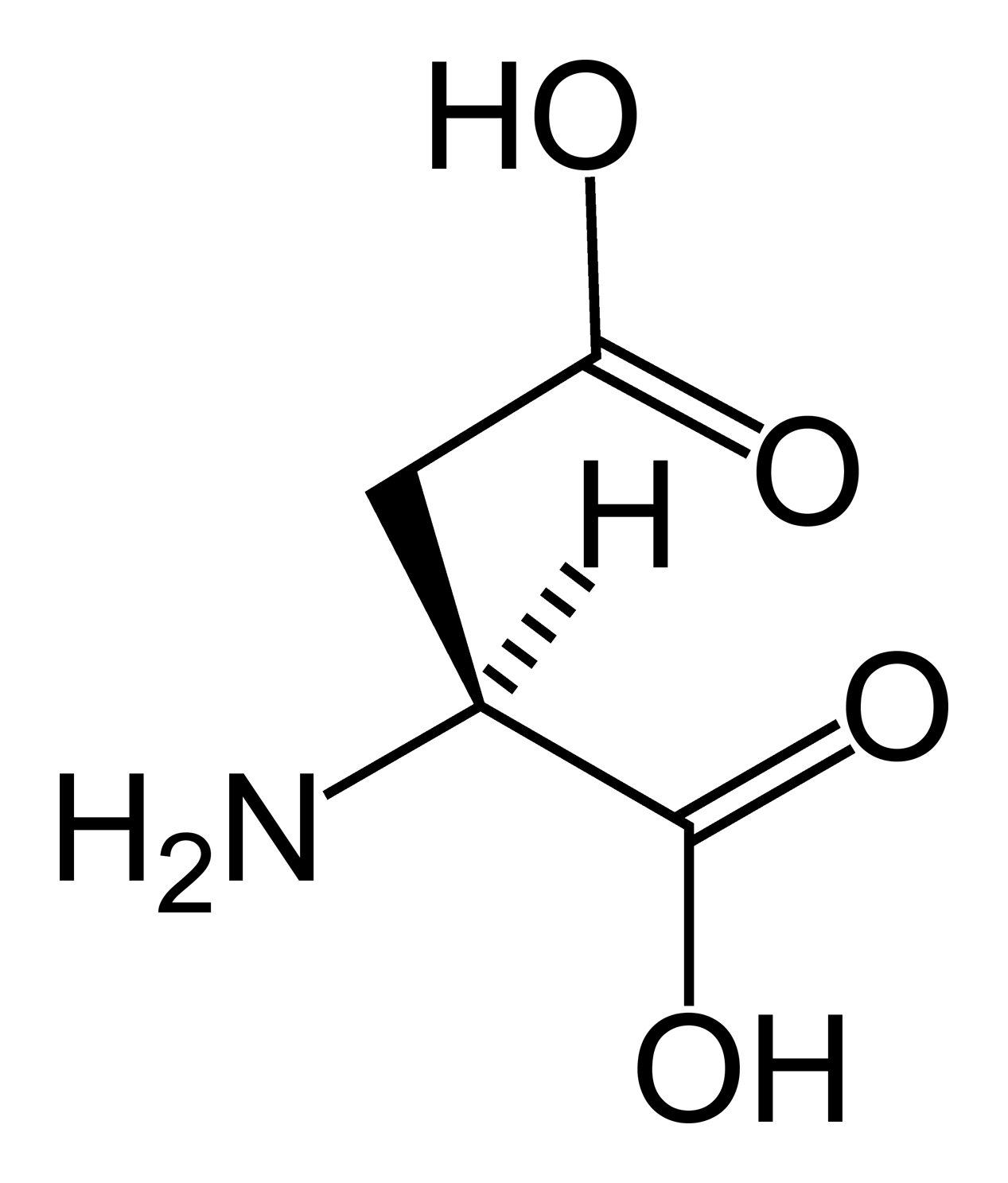
Acid L-aspartic (Asp / D)
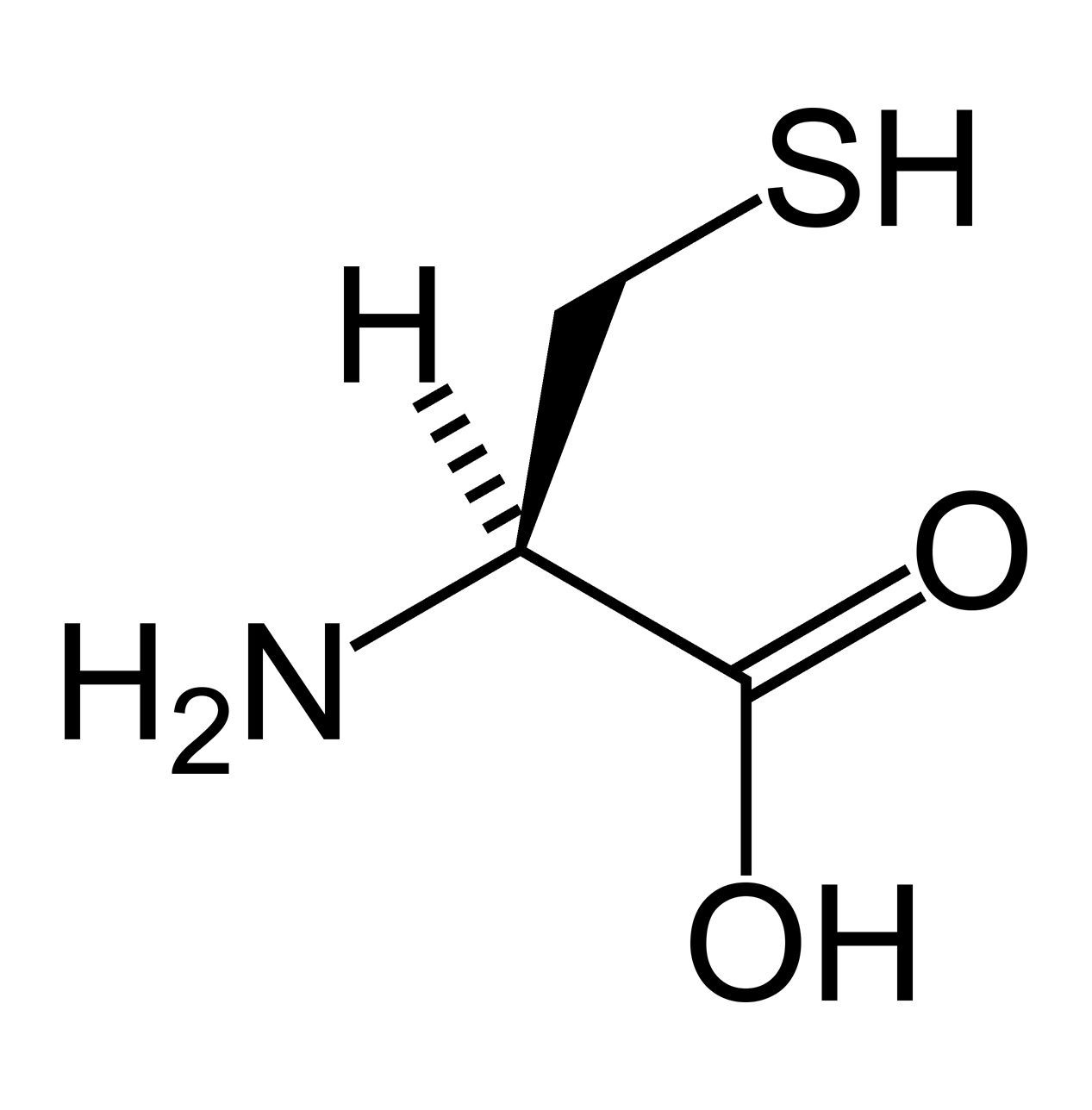
L-cisteină (Cys / C)
acid L-glutamic (Glu / E)
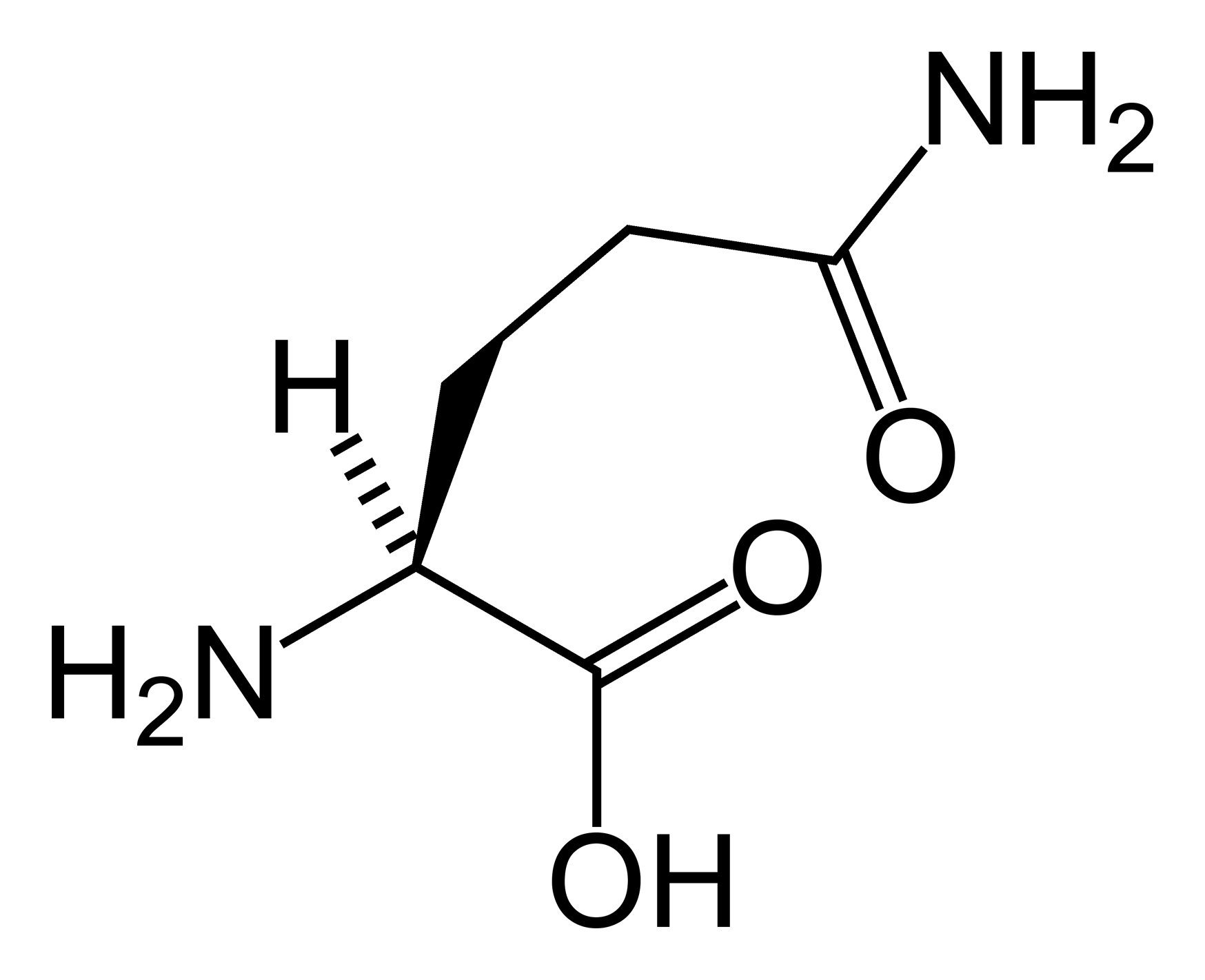
L-glutamină (Gln / Q)
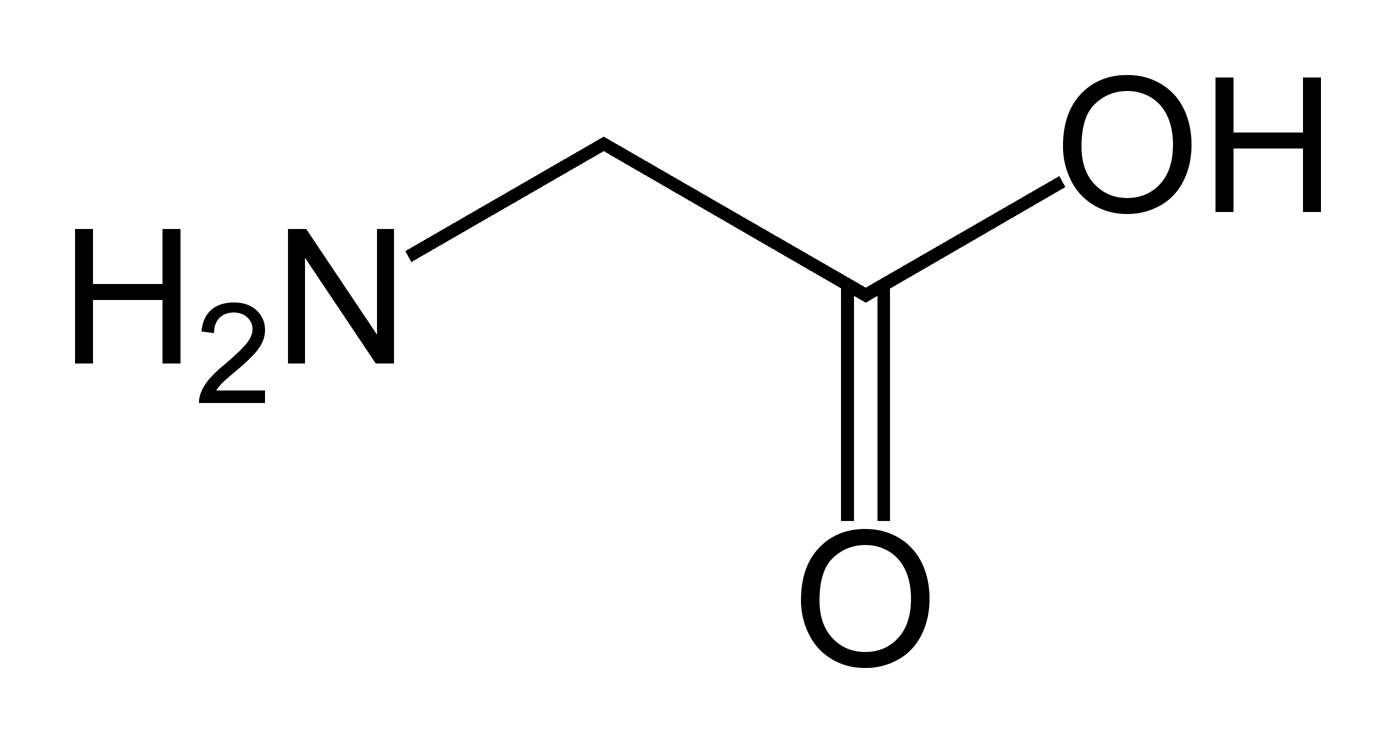
Glicină (Gly / G)
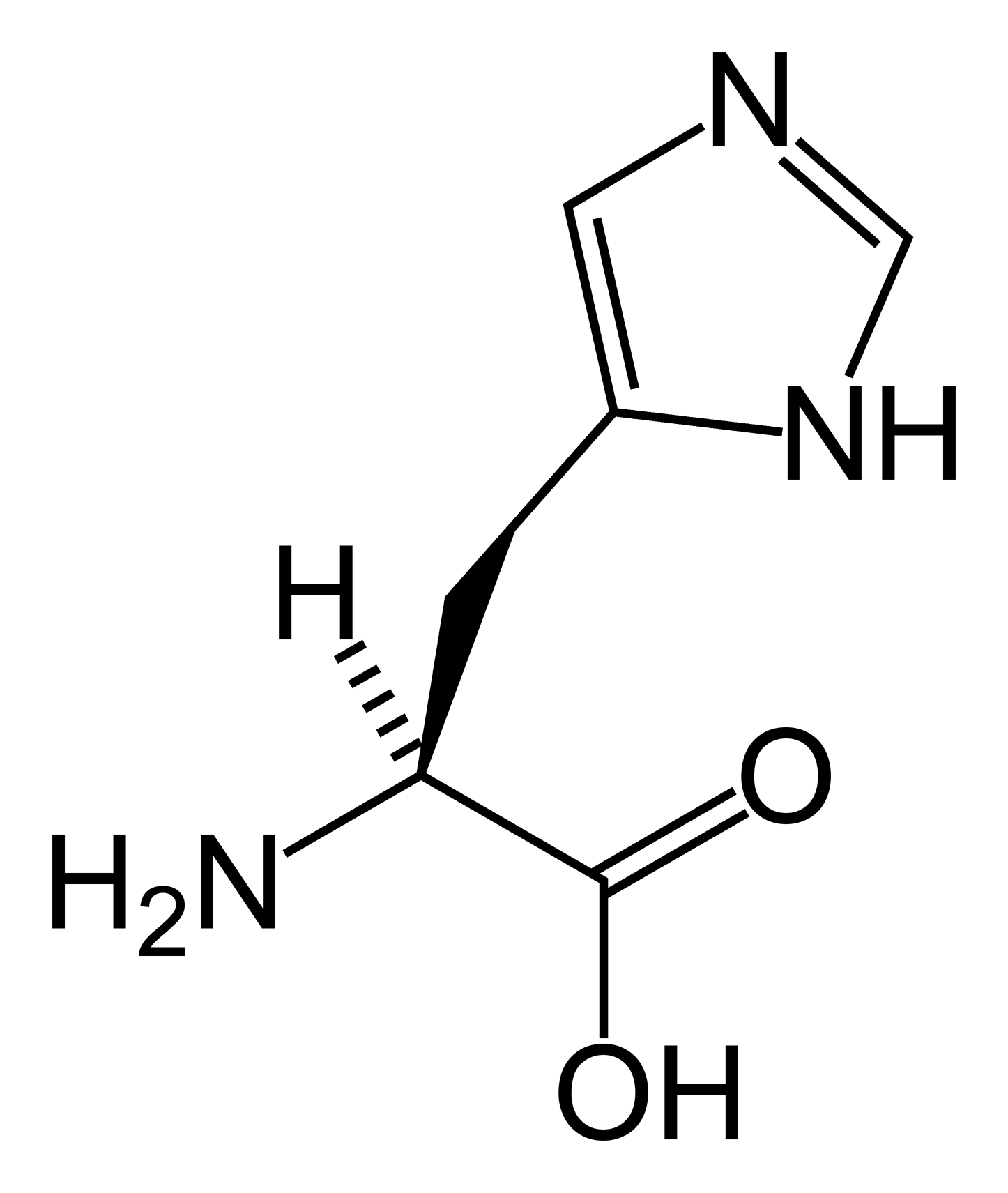
L-histidină (His / H)
L-izoleucină (Ile / I)
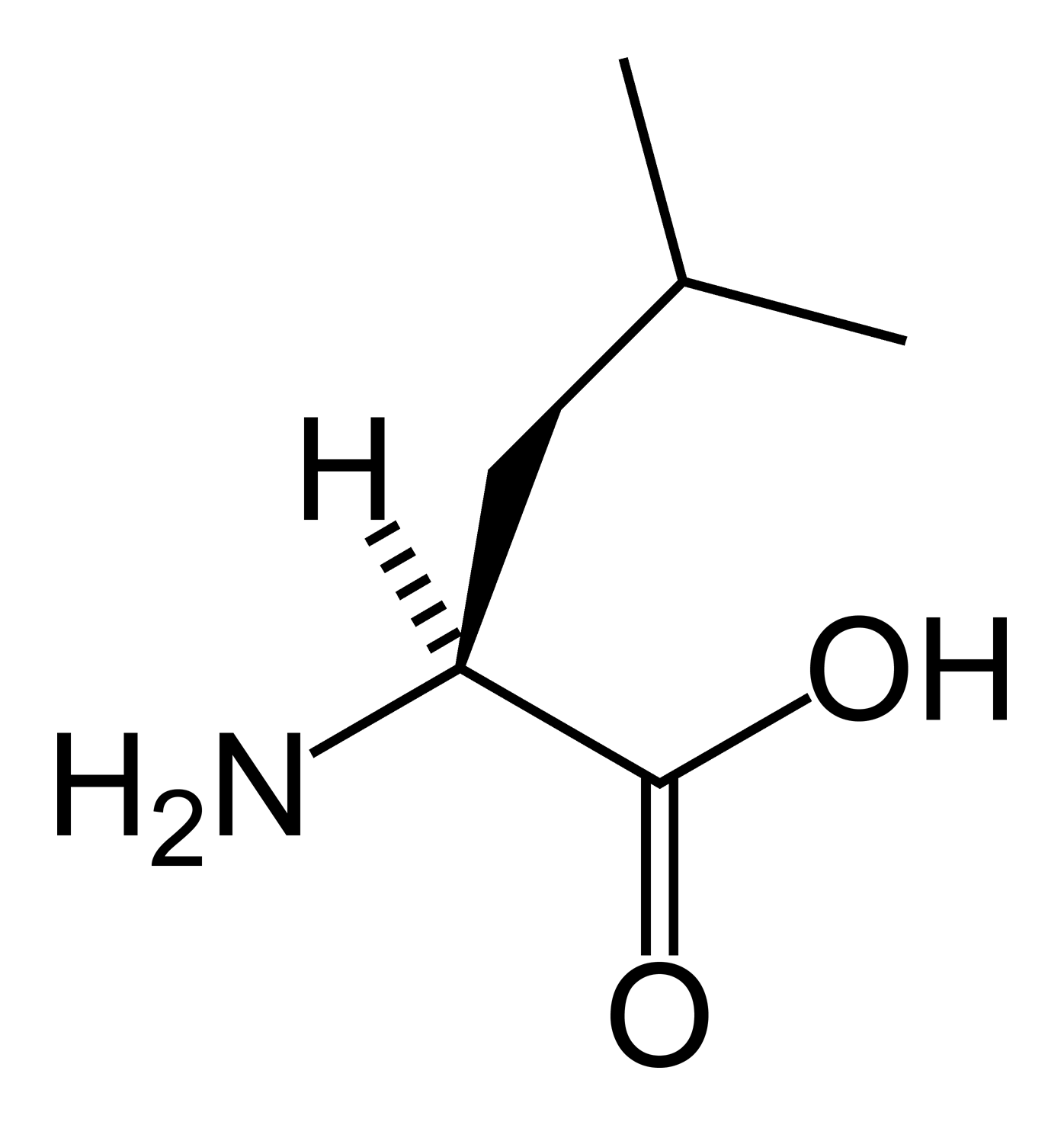
L-leucină (Leu / L)
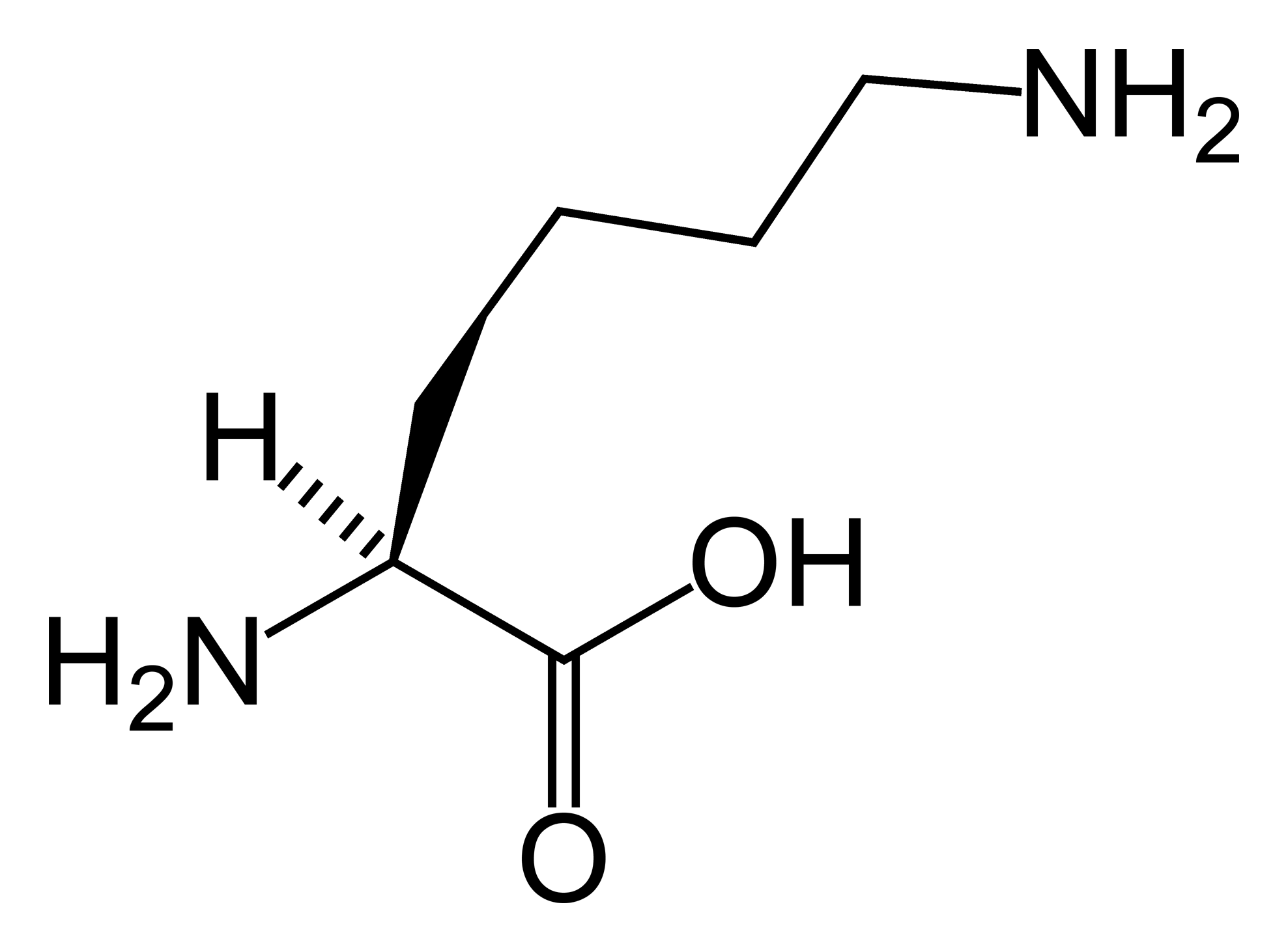
L-lizină (Lys / K)
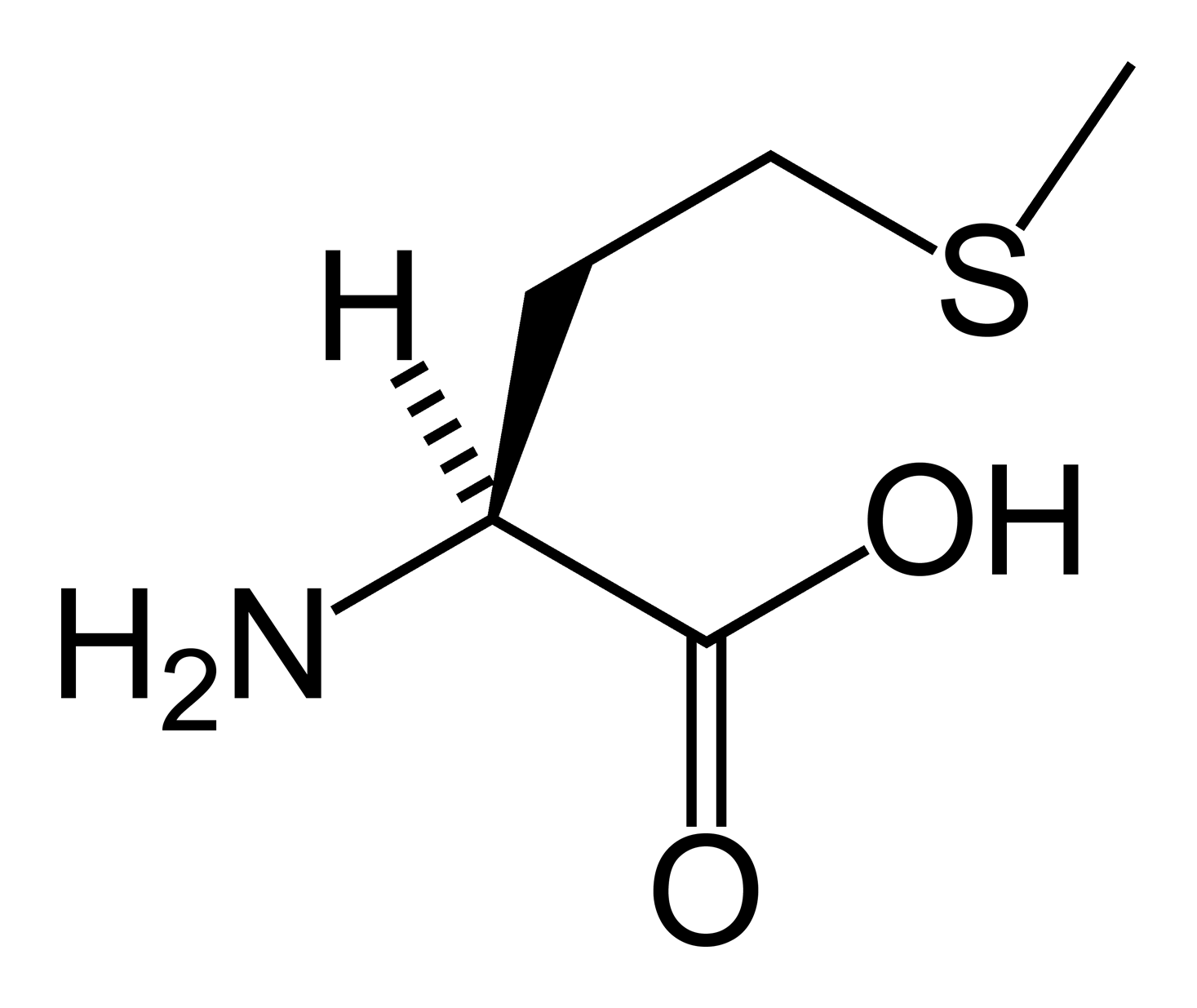
L-metionină (Met / M)
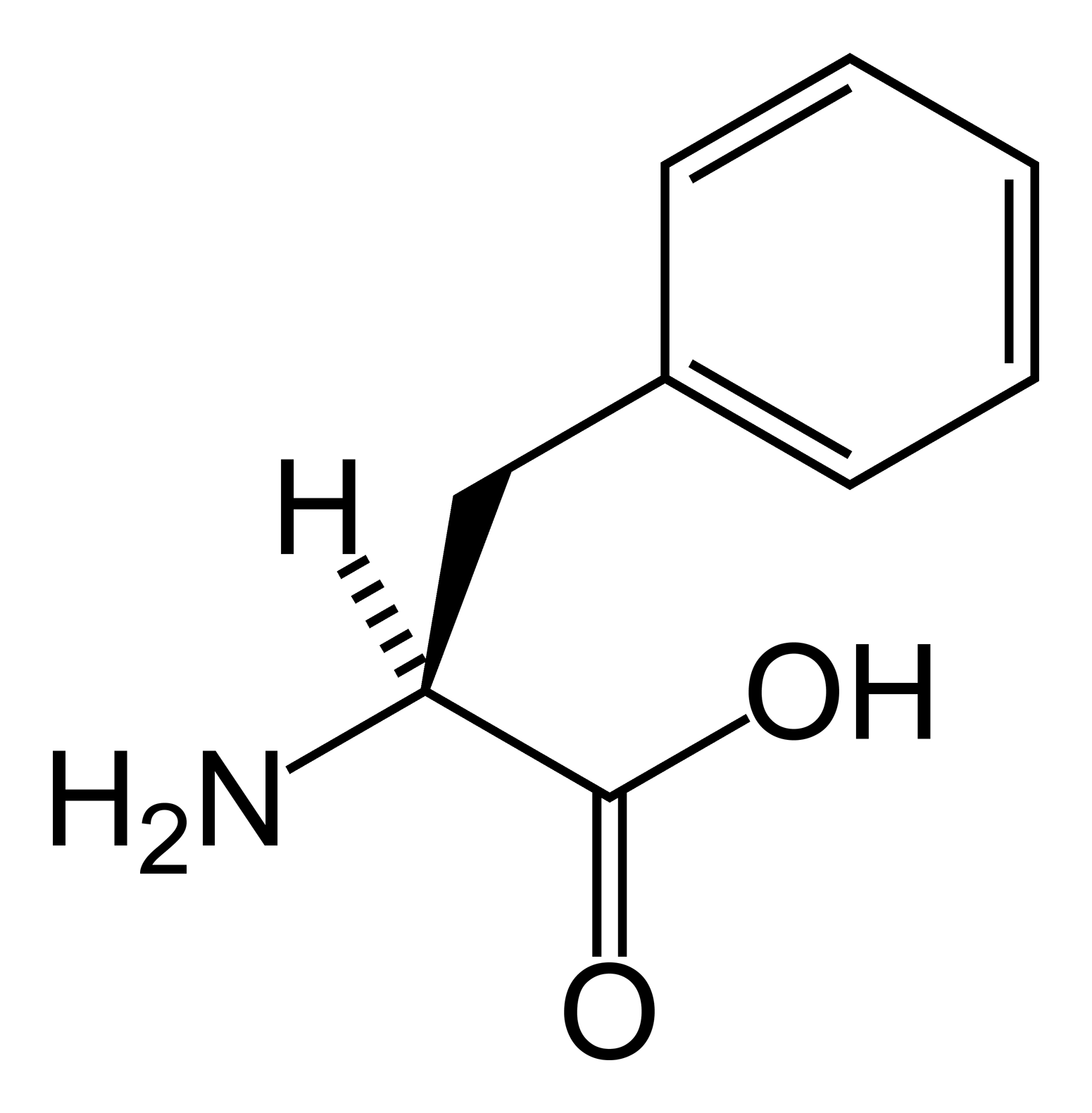
L-fenilalanină (Phe / F)
L-prolină (Pro / P)
L-serină (Ser / S)
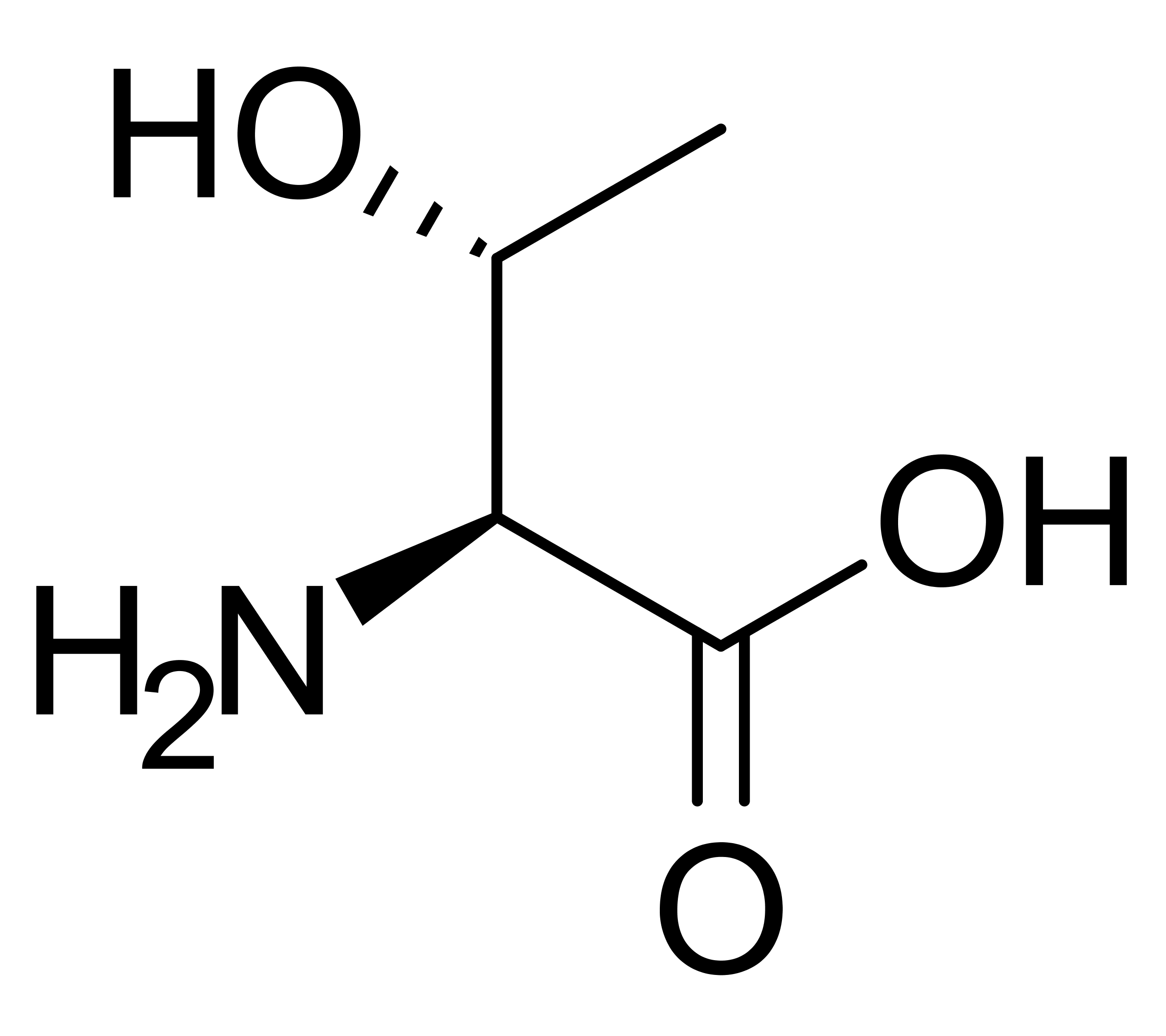
L-treonină (Thr / T)
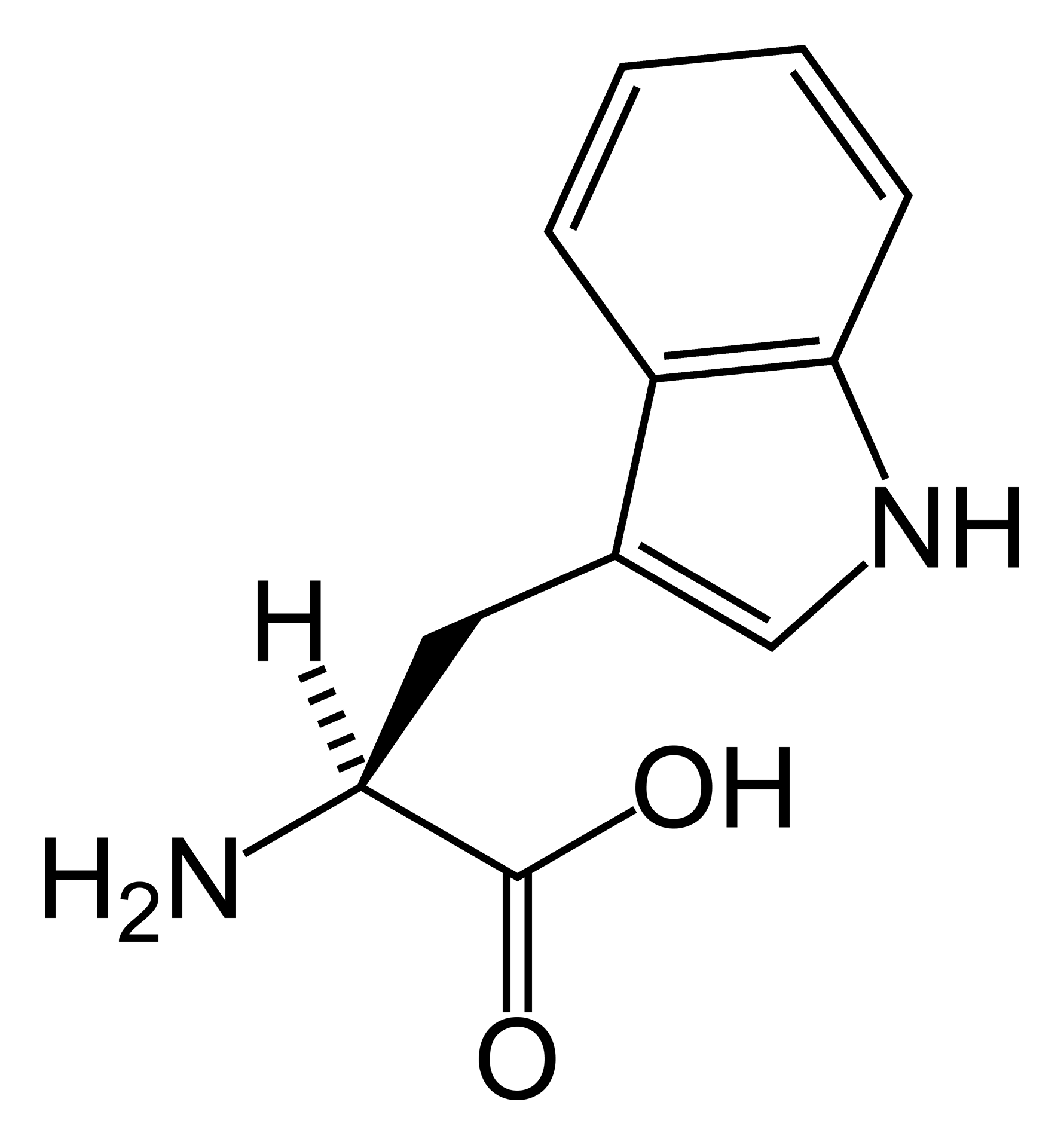
L-triptofan (Trp / W)
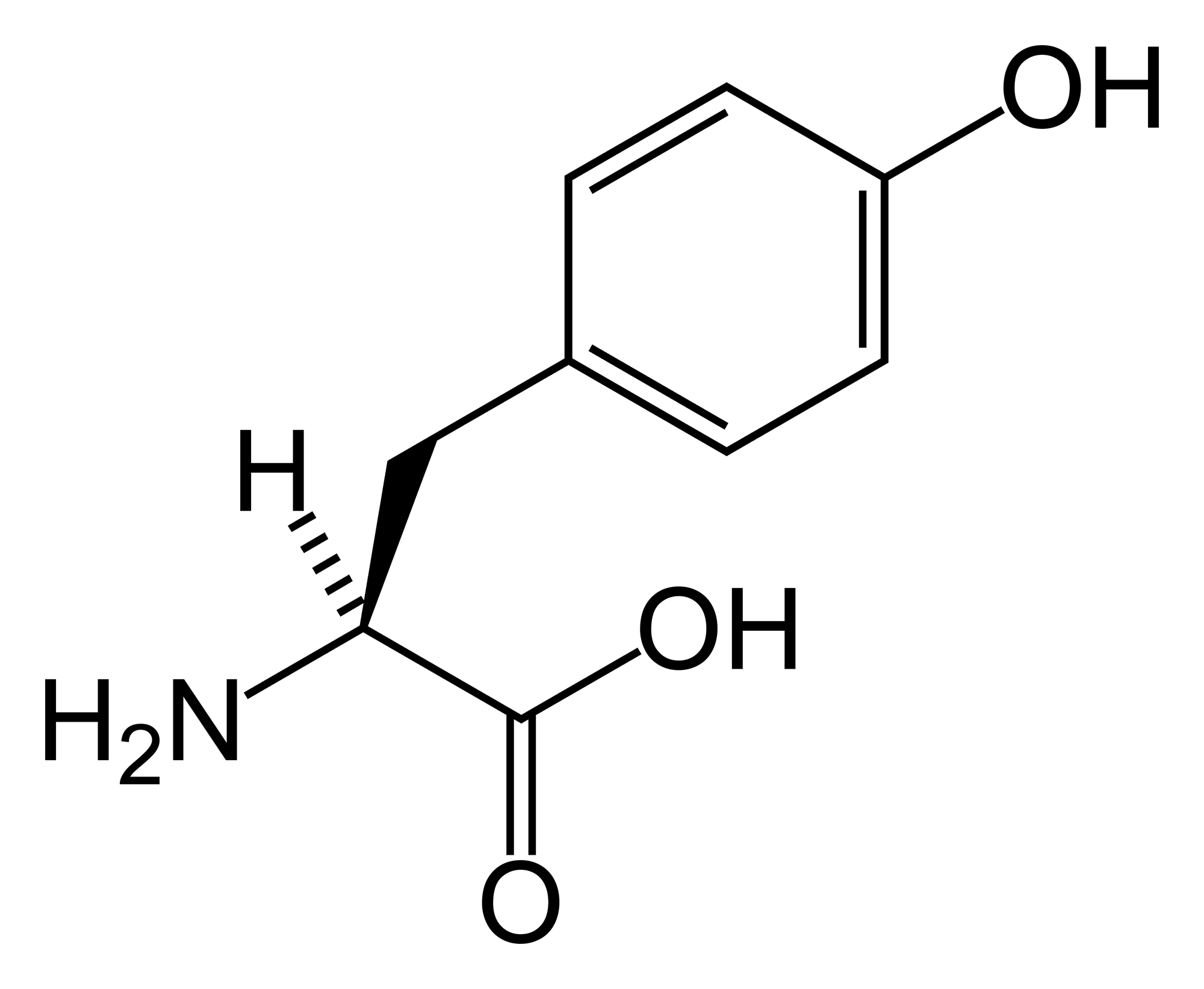
L-tirozină (Tyr / Y)
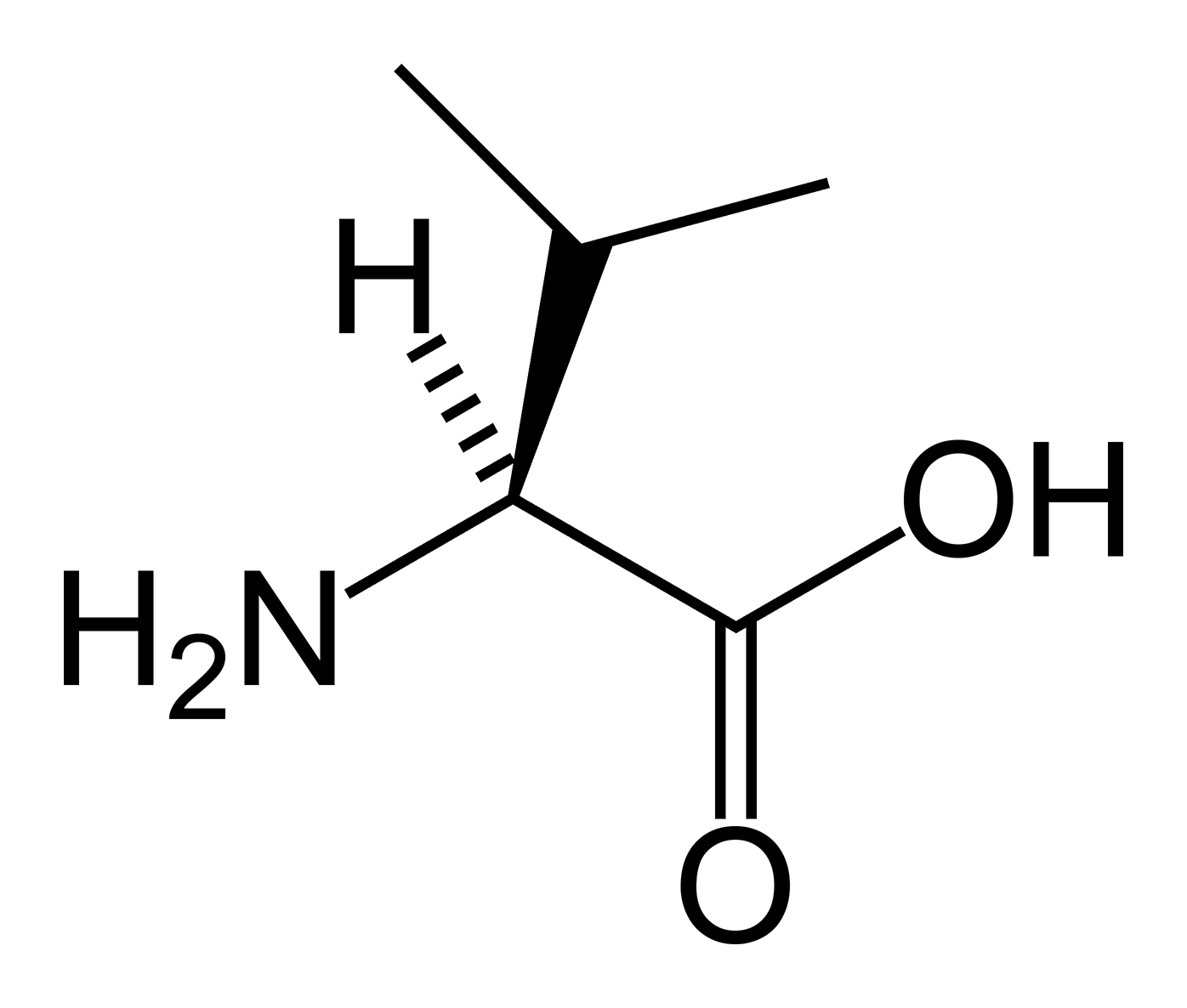
L-valină (Val / V)

IUPAC/IUBMB de asemenea recomandă abrevieri standard pentru următorii doi acizi:

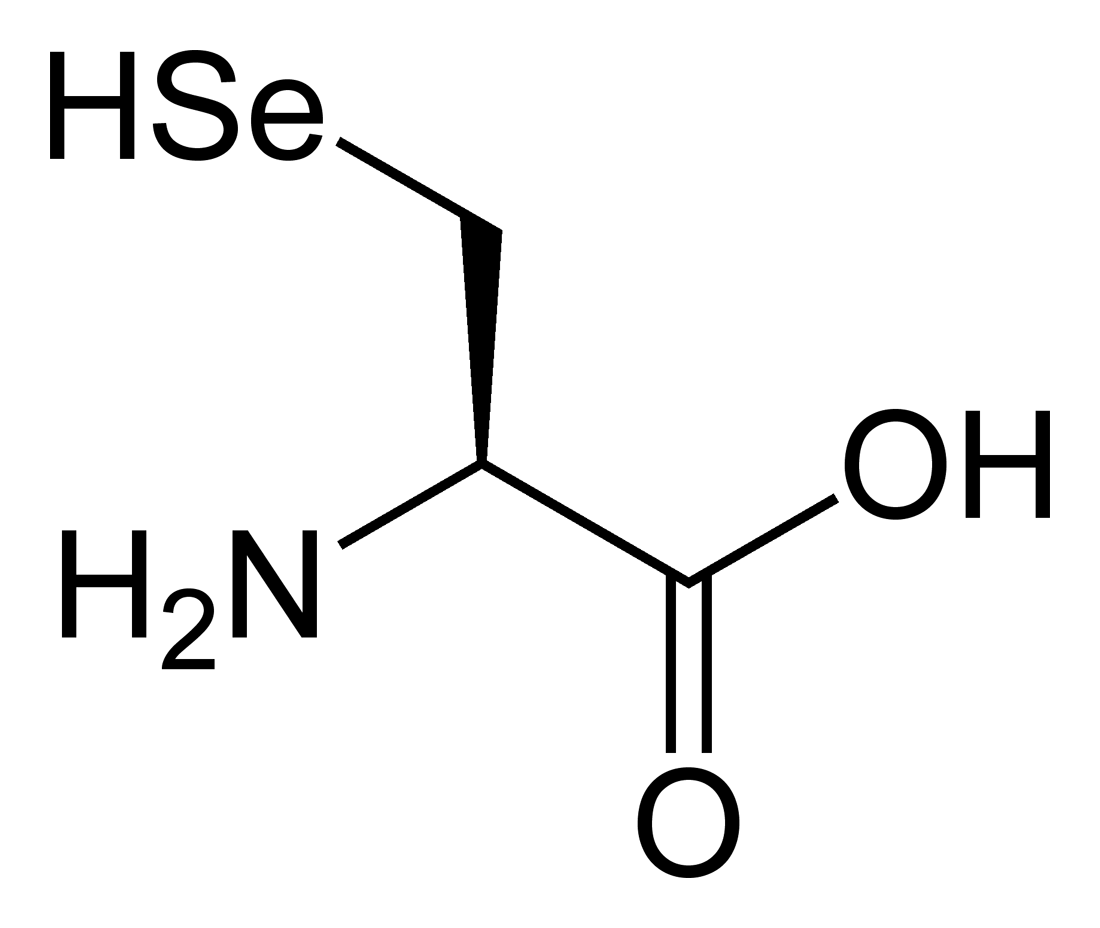
L-selenocisteină (Sec / U)
L-pirolizină (Pyl / O)

## Aminoacizi speciali
- Selenocisteină;
- Pirolizină.

## Aminoacizi nestandard
- Citrulină;
- Dopamină;
- Dehidroalanină;
- GABA;
- Ornitină;
- Taurină